# Список озёр Новой Зеландии
На территории Новой Зеландии расположено большое количество озёр. Если не брать в расчёт озёра на близлежащих островах, в Новой Зеландии находится 775 озёр, длина которых превышает 0,5 км. При этом они занимают 1,3 % суши страны. Крупнейшим из них является озеро Таупо, расположенное на острове Северный: его площадь составляет 623 км². Тем не менее большинство крупнейших озёр Новой Зеландии находится на острове Южный (все они имеют ледниковое происхождение). Глубочайшее озеро страны также расположено на острове Южный: это озеро Хауроко, глубина которого достигает 462 м.
С точки зрения геологии, большинство озёр Новой Зеландии, площадь которых превышает 0,5 км², имеют ледниковое происхождение (все они находятся на острове Южный). Их доля достигает 38 %. Все они образовались в результате схода ледников в ходе последнего ледникового периода. 4 % озёр имеют вулканическое происхождение. Опять же, все они расположены уже на другом крупнейшем острове Новой Зеландии — Северном. В целом, с геологической точки зрения, озёра страны достаточно молоды: большинство из них сформировалось менее 10 тысяч лет назад. Не все озёра страны имеют природное происхождение. Около 60 озёр на территории Новой Зеландии являются искусственными водоёмами, образовавшимися либо в результате строительства гидроэлектростанций, либо для обеспечения водой крупные населённые пункты. Крупнейшим искусственным озером является озеро Бенмор на реке Уаитаки: его площадь составляет 74 км².

## Крупнейшие озёра
|                                       |              |
| \| Северный остров \| Южный остров \| |              |
| Северный остров                       | Южный остров |

|     | Название озера | Площадь (км²) | Максимальная глубина (м) | Тип озера     | Регион Новой Зеландии | Примечание                                               |
| --- | -------------- | ------------- | ------------------------ | ------------- | --------------------- | -------------------------------------------------------- |
| 1.  | Таупо          | 623           | 163                      | вулканическое | Уаикато               | Крупнейшее озеро острова Северный и всей Новой Зеландии. |
| 2.  | Те-Анау        | 348           | 417                      | ледниковое    | Саутленд              | Крупнейшее озеро острова Южный.                          |
| 3.  | Уакатипу       | 289           | 380                      | ледниковое    | Отаго                 |                                                          |
| 4.  | Элсмир         | 182           | 2                        | барьерное     | Кентербери            |                                                          |
| 5.  | Уанака         | 180           | 311                      | ледниковое    | Отаго                 |                                                          |
| 6.  | Манапоури      | 143           | 444                      | ледниковое    | Саутленд              |                                                          |
| 7.  | Хавеа          | 138           | 384                      | ледниковое    | Отаго                 |                                                          |
| 8.  | Пукаки         | 99            | 70                       | ледниковое    | Кентербери            |                                                          |
| 9.  | Текапо         | 87            | 120                      | ледниковое    | Кентербери            |                                                          |
| 10. | Роторуа        | 80            | 45                       | вулканическое | Бей-оф-Пленти         |                                                          |
| 11. | Уаирарапа      | 80            | 2,5                      | речное        | Веллингтон            |                                                          |
| 13. | Хауроко        | 68            | 462                      | ледниковое    | Саутленд              | Глубочайшее озеро Новой Зеландии.                        |
| 14. | Уаикаремоана   | 56            | 248                      | оползневое    | Хокс-Бей              |                                                          |
| 15. | Охау           | 54            | 129                      | ледниковое    | Кентербери            |                                                          |

## Другие озёра
- Категория:Озёра Новой Зеландии